# زندگی پنهان والتر میتی (فیلم ۱۹۴۷)
زندگی پنهان والتر میتی (انگلیسی: The Secret Life of Walter Mitty) یک فیلم کمدی رمانتیک و کمدی-درام به کارگردانی نورمن زد مک‌لئود است که بر پایهٔ رمانی به همین نام، اثرِ جیمز تربر، ساخته و در سال ۱۹۴۷ منتشر شد.
این فیلم که به روش تکنی کالر ساخته شده است در فهرست ۵۰۰ فیلم برتر تاریخ سینما به انتخاب مجلهٔ امپایر، در رتبهٔ ۴۷۹ قرار گرفت.
«زندگی پنهان والتر میتی» در سال ۲۰۱۳ با کارگردانی و بازیگری بن استیلر بازسازی شد و در ۲۵ دسامبر ۲۰۱۳ منتشر گردید.

## بازیگران
- دنی کی
- ویرجینیا میو
- فی بینتر
- ان رادرفورد
- فلورنس بیتس
- بوریس کارلوف
- هاردینگ کوردن
- چارلز تروبریج
- هری کولکر
- دوریس لوید
- مری فوربط
- کریسپین مارتین
- گوردون جونز
- دوریس لوید
- فریتس فلد
- رجینالد دِنی
- کنستانتین شاین
- تورستون هال
- چارلز سی. ویلسون
- نولان لیری